# Präfektur Butare

Ehemalige Verwaltungseinheiten in Ruanda im Jahr 1994 mit der Präfektur Butare in rosa

Die Präfektur Butare war eine bis 2002 bestehende Verwaltungseinheit Ruandas, die auf dem Gebiet der heutigen Südprovinz lag.
Sie unterteilte sich in mehrere Unterpräfekturen und diese in die folgenden Gemeinden (communes):
- Ngoma
- Huye
- Maraba
- Mbazi
- Mugusa
- Ruhashya
- Shyanda
- Gishamvu
- Kigembe
- Nyakizu
- Runyinya
- Kibayi
- Ndora
- Muganza
- Muyaga
- Nyaruhengeri
- Nyabisindu
- Muyira
- Ntyazo
- Rusatira